# Karin Schlüter
Karin Schlüter (n. 12 martie 1937, Hamburg, Germania Nazistă) este o sportivă ce a reprezentat Germania, medaliată olimpică. A participat la o ediție a Jocurilor Olimpice (1972) în care a câștigat o medalie de argint.